# امیر تاکی
امیر تاکی (زادهٔ ۶ فوریه ۱۹۸۸ میلادی) توسعه دهندهٔ نرم‌افزار و بازی‌های کامپیوتری ایرانی-بریتانیایی است. تاکی با مشارکت خود به عنوان توسعه دهنده پروژه بیت‌کوین و مشارکت در پروژه‌های متن باز بسیار دیگری شناخته شده‌است. مجله فوربس تاکی را در لیست ۳۰ کارآفرین برتر سال ۲۰۱۴ خود قرار داد.

## زندگی‌نامه
امیر تاکی در روز ۶ فوریه ۱۹۸۸ در شهر لندن زاده شد و فرزند ارشد ۳ فرزند یک مادر بریتانیایی و یک پدر ایرانی (شهرضایی) بود.
از کودکی، تاکی به تکنولوژی کامپیوتر علاقه‌مند شد و به صورت خودآموز برنامه‌نویسی کامپیوتر را فراگرفت.

### نرم‌افزار آزاد
تاکی، بعد از وارد شدن به سه دانشگاه بریتانیایی، جذب جنبش نرم‌افزار آزاد شد. او در ساخت SDL Collide, یک افزونه برای لایه ساده رسانه و یک کتابخانه متن باز برای استفاده در توسعه بازی‌های ویدئویی نقش داشت.
در سال ۲۰۰۶، تاکی شدیداً مشغول توسعه Crystal Space با نام مستعار genjix شد. او همچنین چندین بازی ویدئویی نیز با استفاده از نرم‌افزارهای آزاد توسعه داد که بازی ماجراجویی Crystal Core و بازی مسابقه‌ای Ecksdee جزو آن‌ها بود. تاکی همچنین در توسعه نرم‌افزار بلندر نیز مشارکت کرده‌است.
تاکی در سال ۲۰۰۷ در کنفرانس Games Convention سخنرانی کرده‌است.

### بیت‌کوین
در سال‌های ۲۰۰۹ و ۲۰۱۰ میلادی، تاکی به یک پوکر باز حرفه‌ای تبدیل شد. تجربه او در قمارهای آنلاین باعث اتصال او با پروژه بیت‌کوین شد. او یک صرافی بیت‌کوین در انگلستان به نام بریت‌کوین (به انگلیسی: Britcoin) راه‌اندازی کرد، که در سال ۲۰۱۱ میلادی تحت نظر یک صرافی بریتانیایی دیگر به نام Intersango به موفقیت دست پیدا کرد و بعد از شکایت‌های مترو بنک و بسته شدن حساب‌های بانکی آن‌ها نیز این صرافی بسته شد.

### اسپرانتو
تاکی یک اسپرانتیست نیز می‌باشد. او گفته‌است که زبان اسپرانتو به شکستن مرزها کمک می‌کند و جریان رسانه در میان سدهای فرهنگی کمک می‌کند.